# Crinolină
Crinolina este o fustă rigidă sau o fustă susținută de o structură din oțel, la modă pe la mijlocul secolului al XIX-lea. Inițial, crinolina descria un material rigid din păr de cal ("crin") și bumbac sau o lenjerie care era folosită pentru a face jupoane sau ca o căptușeală pentru rochie.

## Etimologie
Denumirea  crinolină este adesea descrisă ca o combinație între cuvântul latin crinis ("păr") și/sau cuvântul francez crin
("păr de cal"); cu cuvântul latin linum ("ață" sau "in," care era folosit pentru a face pânză).

## Dezavantajele folosirii crinolinei
Crinolina, a cărei popularitate a atins apogeul în secolul al XIX-lea, este unul dintre motivele pentru care femeile din acea perioadă mureau arse de vii.